# Westerreide

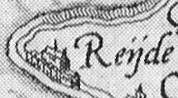
Westerreide (naar Lucas Janszoon Waghenaer, Spieghel der Zeevaert, 1585)

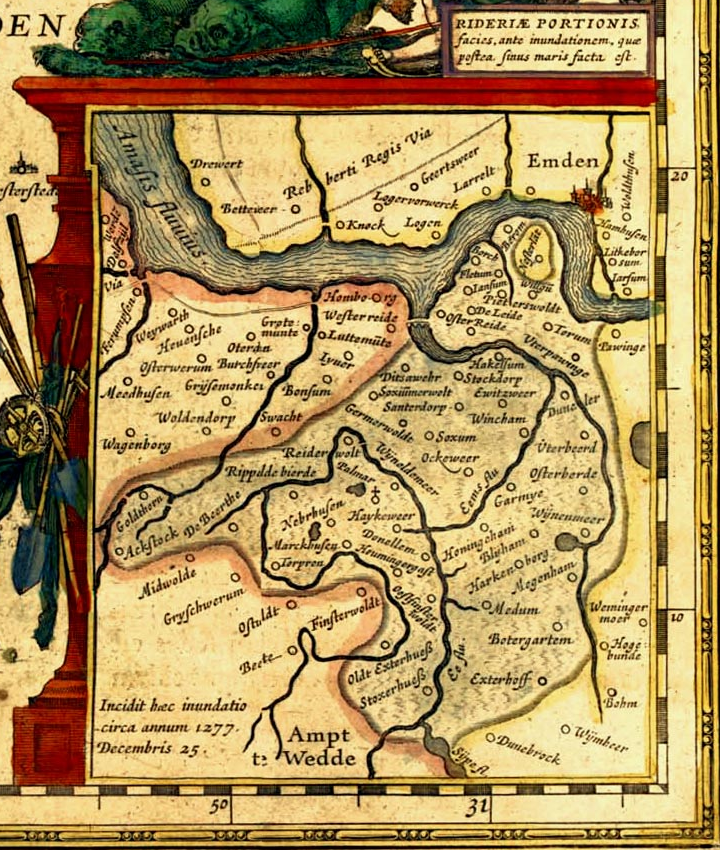
Kaart van het verdronken Reiderland, 1574

Westerreide of Reide was een middeleeuws kerkdorp waarvan het grootste deel in de loop van de zestiende eeuw is verdronken in de Dollard. De dorpskern lag op de Punt van Reide op de rechteroever van de rivier Reider Ee, vlak bij de sluis die hier omstreeks 1200 in de riviermonding werd gebouwd. Het tweelingdorp Oosterreide lag volgens de geschiedschrijver Ubbo Emmius aan de oostzijde de rivier. Ooster- en Westerreide vormden tevens de moederdorpen voor de veenontginningsnederzetting Reiderwolde. Op de Punt van Reide zijn nog altijd de resten van het verdwenen dorp te vinden.
De kern van het dorp Westerreide bestond uit hoge akkerlanden rond de kerk. Een document uit 1496 noemt de Hoghehoernewech en de Meetwech.

## Steenhuis
In Westerreide bevond zich een steenhuis, dat op fantasierijke kaarten uit eind zestiende eeuw Homborgh wordt genoemd. In mei 1413 werd dit steenhuis bezet door de stad Groningen, vermoedelijk om de Reiderzijlen te bewaken. Kort daarvoor waren de sluisdeuren tijdens een vijandelijke aanval vernield. Hierdoor zou volgens de kroniek van tijdgenoot Johan van Lemego de Dollard zijn ontstaan. De overlevering gaf later de schuld aan de edelman Tidde Wyneda, die het steenhuis voor Emmeko ende zin broders Zeken kinderen to Reyde beheerde. Hij moest kort daarna vluchten; het verhaal gaat dat hij vervolgens weigerde de kapotte dijken te laten herstellen. 
In 1426 stuurde de stad Groningen opnieuw vijftig man als bewaking naar het Borchhuis te Reyde. Daarna schijnen de oorspronkelijke bewoners te zijn teruggekeerd; de hoofdeling Lyupko Sebes (Bunninga) treedt dan op als rechter. In 1462 blijkt de borg echter in handen te zijn geraakt van de krijgshaftige hoofdeling Menno Houwerda van Termunten, een van de felste tegenstanders van de stad, die zich inmiddels in Appingedam had gevestigd. Volgens een latere getuigenverklaring had hij de oorspronkelijke borgbezitter verjaagd. Niet veel later nam de stad Groningen definitief het heft in handen.

## Landverlies
Westerreide had stevig te lijden onder de stormvloeden die steeds meer land in zee lieten verdwijnen. Al in 1427 wordt gesproken over een nooddijk van Westerreijde up in der Wolden; in 1454 werd een dijk gelegd van Reide naar Finsterwolde, die echter maar een jaar of twaalf standhield. Het landverlies zette pas goed in na de Cosmas- en Damianusvloed van 1509. Omstreeks 1525 werd een nooddijk van Fiemel naar het verdronken buurtschapje Zwaag bij Woldendorp gemaakt, waardoor het Reiderhamrik definitief buitendijks kwam te liggen. Kort daarna verdween Oosterreide in de golven. Een volgende nooddijk van Reide naar Dallingeweer, die in 1531 voltooid werd, kreeg de veelzeggende naam Costverloren.
Omstreeks 1520 waren er nog 17 boeren in Westerreide, die samen zo'n 300 ha land gebruikten. Bij iedere stormvloed werd het dorpsgebied echter kleiner, zodat de stad Groningen zich gedwongen zag een deel van de landerijen in beslag te nemen. Dit om de Oostersche dijcken van het Klei-Oldambt met de stenen strekdam ter bescherming van het kerckhoff te Reide in stand kunnen te houden. Het kerkhof zelf werd keer op keer opgehoogd, zodat men volgens de kroniekschrijver Abel Eppens wel drie lagen doodskisten boven elkaar vond. Toch had het dorp nog in 1561 een dorpspastoor. Er stonden boerderijen en een hele serie huizen, die in 1569 door de watergeuzen werden geplunderd. Rondom het dorp lagen nog enkele afbrokkelende eilanden. Een ervan heette de Lidden, een kwelder ten zuidoosten van het dorp aan de rand van het Jansumergat. De ander was de Esch achter Reyde, waarschijnlijk het oude akkerland op de oeverwal ter hoogte van Oosterreide. In 1567 kregen de inwoners opnieuw te horen dat ze zich harder moesten inspannen om de bressen te repareren die het water had geslagen in de Lijdden ende inden Esch aldaer. Laurentius Michaelis karteerde in 1579 twee eilandjes die hij Bousick en Neder Bousick noemde. Jacob van der Mersch tekende op zijn Dollardkaart uit 1574 een drietal eilandjes, waarvan er een Gare en een ander Blencke heette. Dit laatste eiland is waarschijnlijk de Ludeblencke, een restant van de Lidden dat de stad in 1604 met het oog op toekomstige inpolderingen aankocht; deze Lude Blinken worden nog in 1761 vermeld.
De Reyderhorne was echter een belangrijk strategisch punt. In 1574 de dorpskerk voor het eerst tot vesting tegen de watergeuzen ingericht, maar de maatregelen werden het daaropvolgende jaar weer ongedaan gemaakt, omdat ze het dijkonderhoud hinderden. Vanaf 1580 werd het dorp daadwerkelijk oorlogsgebied. Rond de kerk verrees een schans. In 1589 was het definitief gedaan met het dorp. Willem Lodewijk liet toen een tweede schans met vier bastions bouwen op de uiterste oostpunt van de Punt van Reide. De schans op de locatie van het voormalige dorp werd daarbij geslecht en de kerk werd gesloopt.
De schans werd in het begin van de 17e eeuw gesloopt. De Punt van Reide bleef echter bewoond. Jaarlijks vond hier op Tweede Pinksterdag de Reidermarkt plaats. Nog rond 1850 stonden er drie huizen, de ene bij het voormalige kerkhof van Westerreide, de beide andere op de plek van de tweede schans. Dit geheel stond bekend als het gehucht Reide. De begraafplaats diende vooral als drenkelingenkerkhof; hij werd nog in 1837 gebruikt om een drenkeling te begraven.
In de Tweede Wereldoorlog plaatsten de Duitsers zoeklichten op de plek van de vroegere tweede schans als onderdeel van de Batterie Fiemel ter bewaking van het luchtruim rond Emden. Ook werd er toen een barak geplaatst. Kort na deze oorlog werd de barak tijdens een stormvloed weggevoerd met de golven.

## Jarfke
Ooster- en Westerreide worden ook genoemd in de Prophecye van Jarfke uit 1597. In dit fictieve verhaal vaart de hoofdpersoon met zijn schip van Termunten naar Oosterreide, want hy hadde daer vele van synen vriendtschap [verwandten] woonen. Vandaar reist hij terug naar Termunten en vervolgens naar Muntendam en vandaar naar weer Westerreide:
... daer stont een Clooster by, daer waren hondert-en-tachtig susters inne; doen was 't noch land tusschen Reyde, en Westerwolt, ende die Eemse (lees: Reider Ee) en was niet wijder tusschen Palmaer (en de overkant) als een man met een slenger konde oversmijten.
Staande op de nooddijk Kaenghe bij Fiemel vertelde Jarfke over de beelden dat hij in de duistere diepte van het vaarwater had gezien. De dorpsheer die hem niet geloofde, zou het water al aan de lippen staan. De toehoorders verklaarden Jarfke voor gek.
... doen heeft Jaerfke geseydt: "dat sal noch komen, al dat [n]u Landt is dat sal Water worden ... als de Pape over komt van de zee, soo sult ghy wat wonders weeten te seggen, dan sullen de Dijcken vernielt worden ende verdestrueert; dat water sal groote soo schaade doen, ende sal die Luyden arm maken;  als dat geschiet is so sal't van jaer tot jaer quader worden tot dat het al vernielt is.
Zijn beschrijving schetst de bezetting door vreemde troepen na 1580 en de teloorgang van de dijken. Het land zal uiteindelijk ten onder gaan aan tweedracht en daer door sullen sij Jansemer blincke verliesen.